# Henning Scherf
Henning Scherf (Bremen, 31 de octubre de 1938) es un político alemán, miembro del Partido Socialdemócrata de Alemania.
Desde el verano de 1995 hasta noviembre de 2005 fue el Presidente del Senado de Bremen —puesto equivalente al de ministro presidente en la mayoría de länder— a la vez que alcalde de la ciudad homónima. Le sustituyó en el cargo el que llegara a ser Presidente de la República Federal Alemana en funciones, el señor Jens Böhrnsen.
Desde el año 2006 desempeña la función de coordinador de la junta directiva de Pan y Arte, una organización no gubernamental alemana que promueve proyectos de cultura en Nicaragua.